# Herbert Ehler
Herbert Ehler (geboren am 10. August 1931; gestorben am 22. Oktober 2017 in Potsdam) war ein deutscher Filmproduzent in der DDR. 

## Leben
Von 1958 bis 1962 studierte Ehler Filmproduktion an der Hochschule für Filmkunst in Potsdam-Babelsberg (später Filmuniversität Babelsberg Konrad Wolf). Das Studienjahr 1960/1961 verbrachte er an dem Gerassimow-Institut für Kinematographie (WGIK) in Moskau.
Neben seinem Beruf als Filmproduzent war er seit 1965 auch als Professor im Fach Filmproduktion an seiner alten Hochschule tätig. Zu seinen Schülern gehörte der Filmregisseur Peter Vogel.
Ehler war verheiratet mit der deutschen Regieassistentin Doris Borkmann.
Zu den wichtigsten Arbeiten Ehlers zählen Filme, die er ab 1968 in Zusammenarbeit mit dem deutschen Filmregisseur Konrad Wolf realisierte. Dazu gehören Ich war neunzehn (1968), Goya (1971), Der nackte Mann auf dem Sportplatz (1974), Mama, ich lebe (1977) und Solo Sunny (1980).

## Filmografie
- 1990/1991: Stein (Produzent, Produktionsleitung)
- 1990: Der Tangospieler (Produzent, Produktionsleitung)
- 1989/1990: Die Architekten (Produktionsleitung)
- 1988/1989: Treffen in Travers (Produktionsleitung)
- 1987/1988: Fallada – Letztes Kapitel (Produktionsleitung)
- 1986/1987: Wengler & Söhne. Eine Legende (Produktionsleitung)
- 1985/1986: Das Haus am Fluß (Produktionsleitung)
- 1984/1985: Hälfte des Lebens (Produktionsleitung)
- 1983/1984: Bockshorn (Produzent, Produktionsleitung)
- 1982/1983: Der Aufenthalt (Produktionsleitung)
- 1981/1982: Romanze mit Amélie (Produktionsleitung)
- 1981: Darf ich Petruschka zu dir sagen? (Produktionsleitung)
- 1980/1988: Jadup und Boel (Produktionsleitung)
- 1978–1980: Solo Sunny (Produktionsleitung)
- 1977/1978: Addio, piccola mia (Produktionsleitung)
- 1976/1977: Die Flucht (Produktionsleitung)
- 1976/1977: Mama, ich lebe (Produktionsleitung)
- 1974/1975: Die Moral der Banditen (Produktionsleitung)
- 1974: Jakob der Lügner (Produktionsleitung)
- 1973/1974: Der nackte Mann auf dem Sportplatz (Produktionsleitung)
- 1972/1973: Das zweite Leben des Friedrich Wilhelm Georg Platow (Produktionsleitung)
- 1971/1972: Sechse kommen durch die Welt (Produktionsleitung)
- 1970/1971: Goya (Produktionsleitung)
- 1967/1968: Abschied (Produktionsleitung)
- 1967/1968: Ich war neunzehn (Produktionsleitung)
- 1966/1972: Der kleine Prinz (Produktionsleitung)
- 1966/1967: DEFA 70 (Produktionsleitung)
- 1966–1968: Der Mord, der nie verjährt (Produktionsleitung)
- 1964/1965: Denk bloß nicht, ich heule (Produktionsleitung)
- 1963: Was ihr wollt (Aufnahmeleitung)
- 1963: Drei Kriege. 1. Tauroggen (Aufnahmeleitung)